# Cárteles Unidos
Cárteles Unidos, conocido inicialmente como La Resistencia, es una organización criminal mexicana compuesta por miembros del Cártel de Tepalcatepec, Los Viagras, Cártel de Sinaloa, La Familia Michoacana, Cártel del Golfo, Los Caballeros Templarios originalmente formado para expulsar a Los Zetas de los estados de Michoacán y Jalisco. En febrero de 2025 fue designado como una "organización terrorista" extranjera por el Departamento de Estado de Estados Unidos. La organización es mayormente conocida por su participación en el trasiego de droga en la región de Tierra Caliente en Michoacán y por sus constantes enfrentamientos contra el CJNG, sumiendo la región en un constante estado de sitio.
Sin embargo, el rival de Cárteles Unidos en los últimos años ha sido el Cártel Jalisco Nueva Generación, disputando la región de Tierra Caliente en el estado de Michoacán .

## Historia
La Resistencia fue creada originalmente en 2010, poco después de que el cártel de Los Zetas que comenzaba a expandirse a Michoacán. Originalmente, La Resistencia estaba compuesta por sicarios del Cártel del Milenio, leales al Cártel de Sinaloa. También fueron apoyados por el cartel local, La Familia Michoacana para luchar contra Los Zetas y el Cartel de Beltrán-Leyva. Luego, el Cartel del Milenio se incorporó al Cartel de Sinaloa, mientras que los carteles de La Familia y Beltrán-Leyva fueron desmantelados por las fuerzas de seguridad federales. En 2011, La Resistencia continuó su campaña violenta contra Los Zetas uniendo fuerzas entre el Cártel de Sinaloa, del Golfo, La Familia Michoacana y Caballeros Templarios.  Después de repeler la incursión de los Zetas a Michoacán, esta alianza se colapso y se reanudaron las rencillas entre las células conformadas.
No fue hasta 2016, cuando el CJNG ganaba terrenos, varias organizaciones criminales volvieron a unirse para evitar la expansión del grupo a Michoacán. Algunas de las organizaciones aceptaron financiar a los grupos delictivos y respaldarlos con armas y equipo táctico. y otros los apoyaron con hombres. Esta alianza criminal comenzaría a sobresalir por mantener el control de los corredores de narcotráfico en el estado y su participación en el trasiego de droga, fabricación de narcóticos y las ya conocidas extorsiones a productores de aguacate y limón en la región.
La violencia se recrudeció después de que el CJNG viralizó un video donde un grupo de 18 hombres armados amenazaron por el Cártel del Abuelo, el cual señalaron de ser un generador de violencia y extorsiones. El 30 de agosto, una serie de enfrentamientos en el municipio de Tepalcatepec dejó nueve delincuentes muertos y once heridos, durando cerca de 12 horas y confirmandose el uso de armamento pesado. Algunos sicarios heridos se trasladaron al municipio de Jilotlán de los Dolores para ser atendidos de sus heridas, siendo encontradas 4 personas muertas en la carretera que va del municipio al vecino estado de Michoacán.
Los pobladores acusaron a las autoridades federales de su lenta respuesta al momento de pedir ayuda contra los embates del CJNG, teniendo que recurrir a armas que habían guardado durante el auge de las Grupos de Autodefensa Comunitaria. Con el pasar de las semanas Cárteles Unidos fueron conformándose por otros dos grupos delincuenciales locales, el Cartel del Abuelo, también conocidos como Cartel de Tepalcatepec (inicialmente comenzando como un grupo de autodefensas, pero pasando al narcotráfico) y Los Viagras.

## Actividad armada

Mapa del área de influencia de Cárteles Unidos

Cárteles Unidos (CU) aumento significativamente en capacidad y poder de fuego para enfrentar al CJNG desde 2015. En esta nueva etapa, el cártel también aumento significativamente sus actividades armadas no solo en Michoacán, sino también en otros estados. Un ejemplo de esto fue un video que circuló en redes sociales durante noviembre de 2019 cuando 200 sicarios de CU se filmaron en su arribo al municipio de Villagrán, esto para reforzar al Cártel de Santa Rosa de Lima en su lucha contra el CJNG. El 31 de agosto del 2019, un asalto entre miembros de cárteles unidos y autodefensas dejó como saldo nueve muertos y once heridos, esto en el municipio de Tepalcatepec, reportándose bloqueos con vehículos a la entrada de la cabecera municipal y según testigos, ambos lados usaron fusiles Barrett M82, siendo uno de los enfrentamientos más cruentos en la región.
En noviembre del 2019 un grupo de delincuentes de Cárteles Unidos arribaron a la zona alta de Tepalcatepec. En algunos municipios, sicarios han llegado a abrir zanjas en las entradas de las comunidades Unos meses antes, el Cártel del Abuelo le declaró públicamente la guerra al CJNG, además de aliarse con otras células delicuenciales.
El 3 de diciembre del 2020 varias camionetas con sicarios a bordo participaron en diversos ataques desde las 17:00 horas, cuando una célula del CJNG asaltó una casa de seguridad de los Cárteles Unidos en el municipio de Los Reyes, pero respondiendo la Guardia Nacional después del aviso de vecinos de la zona. También se registraron ataques en los municipios de Cotija, Tocumbo y Tingüindín, reportandose a medios locales que el saldo de ese enfrentamiento fue de siete personas muertas. También se reportaron ataques dirigidos contra miembros de la policía municipal, estatal y Guardia Nacional en los municipio anteriormente señalados.
Fuentes militares aseguraron a Infobae México que el choque entre habitantes con personal castrense, que tuvo lugar frente al cuartel de este 27 de septiembre, no dejó ninguna persona lesionada.El 27 de septiembre del 2021, se registró una confrontación entre civiles y militares en municipio de Coalcomán, Michoacán, cuando un grupo de civiles bloquearon las entradas del cuartel militar pertenecientes al 65 Batallón. Autoridades mencionan que los civiles pudieron haber sido movilizados por células del crimen organizado, a su vez también son amenazados para abandonar su lugar de residencia.
El 29 de agosto del 2024, una serie de enfrentamientos y narcobloqueos azotaron la localidad de Punta de Agua, localizada entre los límites del municipio de Tepalcatepec y municipio de Buenavista, teniendo como consecuencia la cancelación de las clases en la zona.

## Facciones que la conforman

### Blancos de Troya
Apareciendo en el año 2015, autodenominándose como un grupo de autodefensa, Los "Blancos de Troya" operan en la Tierra Caliente, también cuentan con presencia en Morelia y en el municipio vecino de Tarímbaro, dedicándose a la extorsión, homicidio siendo liderados por César Sepúlveda Arellano, “El Bótox” o “El Boto”. Actualmente estarían conformados por al menos 200 integrantes y comandados por César Sepúlveda Arellano, “El Bótox” o “El Boto”. Se tiene sospecha que “El Bótox” estaría relacionado con la emboscada que se saldo con la muerte de Hipólito Mora y tres de sus escoltas.
Los Blancos de Troya ganaron notoriedad después de reportarse varios enfrentamientos en los municipio de Apatzingán y municipio de Parácuaro el 3 de enero de 2016, días después del asesinato del prominente líder criminal Carlos Rosales Mendoza alías "El Tísico".
El 26 de marzo se registró una serie enfrentamientos en las comunidades de La Loma de los Hoyos, Puerta de Alambre y Alcalde en las que el grupo estuvo involucrado, repitiéndose esta situación durante el mes. El 25 de mayo se registró una serie de enfrentamientos y cerca de siete bloqueos en tramos carreteros que unen Buenavista con los municipios de Apatzingán y Aguililla, específicamente en las de Santa Ana Amatlán, San Juan de Los Plátanos, Chandio, El Recreo, Pinzandaro, Vicente Guerrero y las Colonias.
El 14 de julio de 2023, se reportó un ataque armado en la plaza comercial ″Las Américas”, ubicada en la ciudad de Morelia, dejando como saldo a un abogado y un escolta adscrito a la Policía Auxiliar de Michoacán muertos. Al día siguiente fue asesinado en una combi José Luis M fue asesinado a tiros y otra mujer fue herida, y el 17 de julio son detenidos dos delincuentes relacionados con el doble homicidio en la plaza. Se cree que el ataque fue orquestado por Los Blancos de Troya.
El 9 de agosto, pobladores de los alrededores de Apatzingán confirmaron una serie de enfrentamientos que dejó un saldo de seis sicarios muertos, esto en medio de una violenta disputa contra remanentes de los Caballeros Templarios. Este enfrentamiento sucedió en medio de una ola de violencia que sacudió los municipios de Apatzingán y Buenavista, que para el 27 de agosto se había saldo de seis delincuentes capturados. El 31 de agosto se registró una explosión en una "narcofabrica" ocurrida en la localidad Cenobio Moreno, Apatzingán, dejó seis personas y uno más resultó gravemente herido, uno de ellos presuntamente de origen colombiano, en el cual se fabricaban explosivos. En los días anteriores, autoridades confirmaron el hallazgo de otros narco fábricas.
El 3 de noviembre se registró un ataque armado en la colonia "El Duende", en el municipio de Apatzingán dejó como saldo dos jóvenes muertos y tres menores heridos. Este ataque ocurrió en medio de la disputa entre grupo delincuenciales en la zona.
Las autoridades han tenido especial énfasis en detener a miembros del grupo durante el 2024. El 15 de octubre del mismo año es detenido César Alejandro Sepúlveda Valencia, hijo de César Sepúlveda Arellano, alias “El Botox”, esto en el municipio de Apatzingán, en la localidad de Cenobio Moreno, siendo vinculado a proceso tres días después bajo el delito de portación ilegal de arma de fuego de uso exclusivo del Ejército. En el municipio se registraron bloqueos y enfrentamientos como medida para presionar su liberación.

### Cártel de Tepalcatepec
El Cártel de Tepalcatepec o también llamado "El Cártel del Abuelo es una organización criminal mexicana originaria del estado de Michoacán, comandado por Juan José Farías Álvarez, alías "El Abuelo", quuien era un viejo conocido en el entorno criminal del estado desde los años 90. Este cártel, el cual se presentó en un inicio como un grupo de autodefensa en 2012 se ha asociado con otros grupos criminales, formando alianzas y enfrentándose a rivales en una lucha por el control territorial y de rutas de tráfico de drogas, dedicándose también a la extorsión y secuestro, establecido un control significativo en la región.
El cártel de Tepalcatepec, aprovechando su pasado como grupo de autodefensa, ha comenzado a utilizar las redes sociales para ganar apoyo popular, difundir propaganda y deslegitimar a sus rivales. Esto ha cambiado la dinámica de cómo operan y se comunican con la población.

### Los Viagras
Formados inicialmente como autodefensas, este cartel vio el narcotráfico y la extorsión como una manera de seguir generando ingresos. Cuando anunciando el primer intento para desarmar y disolver los grupos de defensa propia en diciembre de 2014, "Los Viagras" tomaron la presidencia municipal de Apatzingán y se suscitó un enfrentamiento contra la Policía Federal el 6 de enero de 2015, con un saldo de 10 civiles muertos y 21 heridos. Al siguiente año el grupo se enfrascó con una serie de enfrentamientos contra otros carteles, siendo comunes los enfrentamientos armados y los bloqueos a carreteras en las vías que comunican Apatzingán y Buenavista.
Si bien fue uno de los principales actores en la alianza, las disputas internas terminaron por orillarlos a aliarse con el CJNG, en su lucha para combatir a Los Caballeros Templarios y "Los de Tepeque" otra banda delictiva local, aunque expertos mencionan que esta alianza será relativamente corta, La alianza fue confirmada por la Secretaría de Defensa Nacional en noviembre del 2024.

### Cambio de alianzas
Con la captura de Óscar Nava Valencia, líder del cartel del Milenio y la muerte de Ignacio Coronel Villarreal del Cártel de Sinaloa, el cartel del Milenio se dividió en muchas facciones, siendo la más notable una renovada Resistencia, encabezada por Ramiro Pozos El Molca. El Cártel de Jalisco Nueva Generación (CJNG) encabezado por Nemesio Oseguera alías El Mencho se dio cuenta del colapso del cartel del Milenio y comenzó su propia guerra por el control de la región.
El 1 de marzo de 2011, la policía federal mexicana arrestó a un hombre que afirmaba ser el líder del Cartel de "La Resistencia", Víctor Manuel Torres García, alias "El Papirrín". No fue hasta junio del 2015 cuando "El Papirrín" sufrió un atentado en el Distrito Federal, sufriendo disparos en el toráx e incluso una bala rozo la cabeza. Aún después de ser hospitalizado "El Papirrín" fue detenido, y trasladado al Penal de Puente Grande en Jalisco.
El 1 de agosto de 2011, el comandante de La Resistencia, Neri Salgado Harrison alias "El Yupo", fue detenido en Michoacán por la Policía Federal de México . Salgado también era el jefe de plaza de Apatzingán y dirigía la producción de metanfetaminas en laboratorios clandestinos.
El 11 de septiembre de 2012, elementos de la Policía Federal detuvieron a Ramiro Pozos González alias "El Molca". Las autoridades federales mexicanas lo identificaron como el líder de La Resistencia. Se le atribuye la masacre de 26 personas en Guadalajara en noviembre de 2011. Debido a los avances del CJNG en la región de Tierra Caliente, La Resistencia hizo una alianza en 2015 con Los Viagras y remanentes de la Familia Michoacana, así como Caballeros Templarios y grupos locales de autodefensa para expulsar al CJNG de la región, lo que dio como resultado un importante repunte de violencia en la región desde 2017.
El 31 de marzo de 2021, es arrestado en Guatemala Adalberto Fructuoso Comparán Rodríguez, "el Fruto", exalcalde de Aguililla, Michoacán y líder de Cárteles Unidos, detenido en Guatemala por una orden con fines de extradición a Estados Unidos. "El Fruto" está acusado de enviar grandes cargamentos de metanfetaminas y heroína a estados como Texas, Florida y Georgia.
No fue hasta el siguiente año cuando "el Fruto" es extraditado a los Estados Unidos y el 13 de junio hizo su aparición en un tribual federal en Miami bajo los cargos de tráfico de drogas. Además autoridades revelaron que "El Fruto" y el gobernador Alfredo Ramírez Bedolla, minimizando su relación desde el inicio de su campaña electoral.